# Choi Young
 (4 juillet 2023).
Le contenu est difficilement compréhensible vu les erreurs de traduction, qui sont peut-être dues à l'utilisation d'un logiciel de traduction automatique.
Pour les articles homonymes, voir Choi.
Choi Young (1316-1388) est un général de Koryo. Son premier fait d'armes a été de chasser les pirates japonais qui ravageaient les côtes du Chungcheong. Il tire sa gloire de la répression de la rébellion de Jo Il-shin qui avait voulu renverser le roi Gongmin en 1352. Il a reconquis la province du Hamgyong qui avait passé les 100 années précédentes sous la juridiction de la Chine. Il remporte plusieurs victoires face à la Chine des Yuan ainsi que face à l'armée des Turbans rouges. Il perd la vie lorsque le général Yi Seong-gye mène un coup d'état pour fonder la dynastie Joseon et le condamne à mort en 1388. 

## Famille et éducation
Né dans la prestigieuse famille noble Choe, comme cinquième descendant de Choe Yoo Chung, le Grand érudit de Jibheyonjeon, de l'Académie royale ko:집현전, et le fils de Choe Won Jik, il a été élevé dans un mode de vie austère stricte, digne d'une famille aristocratique noble de Corée. 
Il payait peu d'attention à ses propres vêtements et aux repas, et se détournait de beaux vêtements ou autres conforts, même après être devenu célèbre et pouvant facilement en bénéficier. Il détestait les hommes qui désiraient des articles coûteux, et il voyait la simplicité comme une vertu. 
Sa devise, laissé par son père était « Voir et traiter l'or comme si elle était de simples rochers. »

## Carrière militaire
Un tel homme était bien adapté pour le service militaire, et Choi a rapidement gagné la confiance de ses hommes et du roi au cours de nombreuses batailles avec des pirates japonais qui ont commencé à piller les côtes coréennes vers 1350.
À 36 ans, il est devenu un héros national quand il a réussi à mettre réprimer une rébellion par Jo Il-Shin, après que les insurgés aient encerclé le palais, tué de nombreux fonctionnaires et aient proclamé roi Jo. Comme Goryeo était tributaire des Mongols yuans depuis 1259, Choi Yeong a été envoyé pour aider les forces yuan à réprimer la révolte des Turbans rouges dans le Nord de la Chine contre la dynastie des Yuan. 

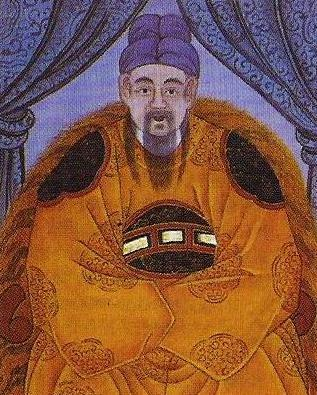
Le roi Gongmin de Goryeo.

En 1354, à l'âge de 39 ans, il est affecté dans le nord de la Chine avec 2 000 archers coréens, étant renforcée en Kanbaluk par 20 000 vétérans des Goryeo Tumens. Ensemble, ils ont supprimé la révolte des Turbans rouges avec succès. Son succès dans près de trente différentes batailles lui a valu encore plus de renommée et faveur. De retour en Corée, il a consciencieusement signalé au roi Gongmin les problèmes internes rencontrés par le déclin de la dynastie Yuan, qui donna au roi l'idée que le moment est venu de réclamer une partie des territoires du Nord précédemment perdus au profit des Mongols. Choi a lutté pour récupérer diverses villes à l'ouest du Yalu, à la grande joie du roi.
En 1356, il a attaqué et a reçu la reddition coréo-mongole du Darughachi de Ssangseong Chonggwanbu dans ce qui est maintenant Wonsan, où les anciens aristocrates dirigeant Goryeo avaient cédé leurs fiefs aux Mongols avant la  reddition nationale de la souveraineté en 1259. Le abandont de darughachi au Ssangseong était nul autre que celle de Yi Jachun, dont le fils, le député Darhughaci était Yi Seong-Gye, le futur Taejo, fondateur de la dynastie Joseon.
Il a servi brièvement comme maire de Pyongyang, où ses efforts pour accroître la production agricole et d'atténuer la famine lui ont valu encore plus d'attention comme un héros national. En 1364, il se distingue en outre quand le ministre Kim Yon-un a tenté de renverser le gouvernement du roi Gongmin pour affirmer l'indépendance de la dynastie des Yuan. Choi Yu, nommé par les Yuan, a envahi la Corée avec 10 000 cavaliers mongols afin de renverser le rebelle. Choi Yeong rassembla ses forces et a vaincu les Mongol tumen, solidifient le défi final et l'indépendance de la dynastie Goryeo des Mongols en 1364.
En 1368, lorsque la nouvelle dynastie Ming de Chine a offert alliance contre les Yuans mongoles,  le roi Gongmin a ordonné Choi Yeong à envahir les garnisons mongoles restants en Mandchourie. Choi a manœuvré au nord du Yalu, capturant Oro Fortress  ko: 오로 산성, et la ville de Liaoyang en 1370. Mais cela n'a pas conduit à un règlement permanent.

## Trahison et rédemption
À la suite d'un rêve qu'il pensait prédisant qu'un bouddhiste moine pourrait sauver sa vie,  le roi Gongmin promu un moine nommé Shin Don à une position élevée au sein de sa cour et lui permit une influence considérable. Au début, Shin Don peiné pour améliorer la vie des paysans avec une grande opposition de la part des ministres. Cependant, avec le soutien du roi Shin Don devint de plus en plus impitoyable et corrompu.
Choi, qui s'opposait vigoureusement la corruption dans le royaume, se trouvait en désaccord avec Shin Don, et par la suite, Shin Don créa de fausses accusations contre Choi qui a abouti à une peine de six ans en exil et l'ont emporté dangereusement proche de l'exécution. Cependant, après la mort de  Shin Don en 1374,  le roi Gongmin restaura Choi Young à sa position précédente et lui demanda immédiatement de préparer une flotte pour combattre les pirates japonais et d'éliminer les forces Mongol restantes sur l'île de Jeju. Choi a vaincu les Mongols d'abord. Puis, en 1376, les pirates japonais avancent dans Goryeo et capturent la ville de Gongju. Avec la nouvelle recette de la poudre obtenue par le scientifique Choi Mu-seon, le général Choi et son subordonné, Yi Seong-gye, a réussi à mettre en déroute et finalement vaincre les pirates et à récupérer Gongju.

## Dernière année
En 1388, le général Yi Seong-gye a été ordonné d'utiliser ses armées afin de repousser les dernières forces mongoles de la péninsule du Liaodong, que Goryeo considérait comme son territoire perdu depuis l’époque Goguryeo. Yi Seong-gye s'y oppose, citant quatre raisons qui sont devenus historiques : 
1. Une petite nation ne devrait pas attaquer une grande nation, car elle va à l'encontre de l'ordre confucéen du monde.
2. Il est dur de faire campagne pendant la saison agricole de l'été, ce qui se traduirait par une mauvaise récolte pour la population.
3. Avec la majeure partie des hommes loin dans le nord, les pirates japonais auront libre cours dans le Sud.
4. La pluie de mousson réduirait l'efficacité des arcs composites, principale de l'armée, et encouragerait la propagation des maladies infectieuses dans le camp.

Néanmoins, le général Choe a ordonné l'invasion, soutenu par le roi.
Connaissant le soutien dont il jouissait à la fois des hauts fonctionnaires du gouvernement et de la population en général, Yi a décidé de retourner dans la capitale,  Kaesŏng, et de déclencher un coup d'État. Cet incident devint plus tard célèbre comme le Wihwado Retreat (위화도 회군, 威 化 島 回 軍) et est devenu le premier signe du changement de dynastie.
Lorsque Yi Seong-gye retourné à la capitale, Choe Young mit en place une lutte vaillante au palais, mais a été submergé par les forces de Yi. Choe a été vaincu, capturé, et banni à Goyang et a ensuite été décapité au nom du gouvernement contrôlé par Yi Seong-gye. Avant l'exécution, Choe a été célèbre pour avoir prédit qu'en raison de sa disparition injuste l'herbe ne pousserait jamais sur sa tombe. Fait intéressant, l'herbe n'a jamais poussé sur sa tombe jusqu'en 1976 et il était connu comme jeokbun (적분), ce qui signifie tombe rouge, à cause de la terre rouge.

## Référence
- Les Coréens dans l'histoire, « Choi Young, grand général de la dynastie Goryeo  », KBSworld, le 4 février 2011.